# Kardinalska imenovanja pape Klementa XIV.
Papa Klement XIV. za vrijeme svoga pontifikata (1769. – 1774.) održao je 12 konzistorija na kojima je imenovao ukupno 16 kardinala.

## Konzistorij 18. prosinca 1769. (I.)
Paulo de Carvalho de Mendoça, predsjednik vijeća Inkvizicije i veliki prior Guimarcsa, Portugal. 

## Konzistorij 29. siječnja 1770. (II.)
1. Mario Marefoschi, tajnik Svete kongregacije za širenje vjere [b]

## Konzistorij 6. kolovoza 1770. (III.)
1. João Cosme da Cunha, redokanonik sv. Augustina, evorski nadbiskup, Portugal

## Konzistorij 10. rujna 1770. (IV.)
1. cipione Borghese, teodosijski naslovni nadbiskup, prefekt Papinskoga kućanstva
2. Giovanni Battista Rezzonico, prefekt Apostolske palače

## Konzistorij 12. prosinca 1770. (V.)
1. Antonio Casali, rimski guverner i vice-kamerlengo Svete Rimske Crkve [c]
2. Pasquale Acquaviva d'Aragona, predsjednik Urbina [c]

## Konzistorij 17. lipnja 1771. (VI.)
1. Antonio Eugenio Visconti, efeški naslovni nadbiskup, nuncij u Austriji [d]
2. Bernardino Giraud, ferarski nadbiskup, nuncij u Francuskoj [d]

## Konzistorij 23. rujna 1771. (VII.)
1. Innocenzo Conti, tirski naslovni nadbiskup, nuncij u Portugalu [d]

## Konzistorij 16. prosinca 1771. (VIII.)
1. Charles-Antoine de La Roche-Aymon, remski nadbiskup, Francuska

## Konzistorij 14. prosinca 1772. (IX.)
1. Leopold Ernest von Firmian, knez-biskup od Passaua

## Konzistorij 15. ožujka 1773. (X.)
1. Gennaro Antonio de Simone, apostolski protonotar, saslušatelj Njegove Svetosti

## Konzistorij 19. travnja 1773. (XI.)
1. Francesco Carafa della Spina, patraski naslovni nadbiskup, tajnik Svete kongregacije za biskupe i redovnike
2. Francesco Saverio de Zelada, naslovni nadbiskup Petre u Palestini, tajnik Svete kongregacije Tridentskoga sabora

## Konzistorij 26. travnja 1773. (XII.)
1. Giovanni Angelo Braschi, glavni blagajnik Apostolske komore[e]
2. Francesco D'Elci, glavni saslušatelj Apostolske komore

Papa je imenovao i pridržao in pectore jedanaest kardinala u ovom konzistoriju; njihova imena nisu nikada objavljena.